# Block Mountain (Antarktika)
Der Block Mountain ist ein sehr markanter, blockförmiger und 1460 m (nach Angaben des UK Antarctic Place-Names Committee 1250 m) hoher Berg auf der westantarktischen Alexander-I.-Insel. Er ragt am östlichen Ende der Douglas Range unmittelbar südlich des Transition Glacier auf. Seine nahezu senkrechten Nord-, Ost- und Südflanken stoßen nahezu im rechten Winkel aufeinander. An seiner nordöstlichen Ecke ist er über einen niedrigen Felssporn mit dem Tilt Rock verbunden.
Luftaufnahmen, die der US-amerikanische Polarforscher Lincoln Ellsworth bei seinem Antarktisflug am 23. November 1935 angefertigt hatte, dienten dem US-amerikanischen Kartografen W. L. G. Joerg für eine Kartierung. Teilnehmer der British Graham Land Expedition (1934–1937) unter der Leitung des australischen Polarforschers John Rymill nahmen 1936 eine Vermessung vor. Diese wurde 1949 vom Falkland Islands Dependencies Survey, der den Berg deskriptiv benannte, verfeinert.